# Nefrotoxicidade
Nefrotoxicidade é o efeito venenoso de algumas substâncias, tanto químicos tóxicos como medicamentos, sobre os rins. Existem várias formas de toxicidade. Não deve ser confundida com o facto de alguns medicamentos que são excretados sobretudo pela via renal e que necessitam que a sua dose seja ajustada em caso de função renal diminuída (p.e. heparina). Os efeitos nefrotóxicos da maioria das drogas são mais profundos em pacientes que já sofrem de diminuição da função renal. Algumas drogas podem afetar a função renal em mais de uma maneira.

## Tipos de toxicidade

### Cardiovascular
- Geral: diuréticos, betabloqueadores, agentes vasodilatadores
- Local: IECAs, ciclosporina,[2] tacrolimus.[2]

### Efeito tubular direto
- Túbulo contorcido proximal: Antibióticos de aminoglicosídeos (p.e. gentamicina), anfotericina B, cisplatina, meios de radiocontraste media, imunoglobulinas, manitol
- Túbulo contorcido distal: AINEs (p.e. aspirina, ibuprofeno, diclofenac), IECAs, ciclosporina, sais de lítio, ciclofosfamida, anfotericina B
- Obstrução tubular: sulfonamidas, metotrexato, aciclovir, polietilenoglicol.

### Nefriteintersticial aguda
- antibióticos betalactâmicos, vancomicina, rifampicina, sulfonamidas, ciprofloxacina, AINEs,  ranitidina, cimetidina, furosemida, tiazidas, fenitoína.

### Glomerulonefrite aguda
- Penicilamina.

### Causas dediabetes insipidus
- Sais de lítio
- Anfotericina B—reversível em doses baixas, irreversível em doses elevadas
- Fluoreto
- Demeclociclina
- Foscarnet.

### Outras nefrotoxinas
- Metais pesados interferem com enzimas do metabolismo energético.
- Ácido aristolóquico, encontrado em algumas plantas e, mais perigosamente, em alguns suplementos de ervas derivados dessas plantas, tem efeitos nefrotóxicos em humanos.

## Vigilância
A nefrotoxicidade é geralmente monitorizada por meio de uma simples análise de sangue. Uma diminuição da depuração da creatinina indica função renal diminuída. Os níveis normais de depuração da creatinina são entre 80 - 120 μmol/L.
A medição da concentração de creatinina no sangue é outra medida da função renal, a qual pode ser mais útil clinicamente quando se trata de pacientes com doença renal pouco avançada.